# Vysoká Srbská
Vysoká Srbská (deutsch Hochsichel) ist eine Gemeinde in Tschechien. Sie liegt neun Kilometer nordöstlich von Náchod an der Grenze zu Polen und gehört zum Okres Náchod.

## Geographie
Vysoká Srbská befindet sich linksseitig des Flusses Židovka auf einem Höhenzug in den nordwestlichen Ausläufern des Heuscheuergebirges. Südöstlich erhebt sich der Borek (552 m).
Nachbarorte sind Bezděkov nad Metují und Nízká Srbská im Norden, Machov im Nordosten, Pod Horou und Nad Horou im Osten, Sedmákovice und Závrchy im Südosten, Přední Zada, Žďárky und Zálesí im Süden, Zlíčko und Hronov im Südwesten, Žabokrky im Westen sowie Petrovičky im Nordwesten. Jenseits der Grenze zu Polen liegen Pstrążna im Osten und
Czermna im Südosten.

## Geschichte

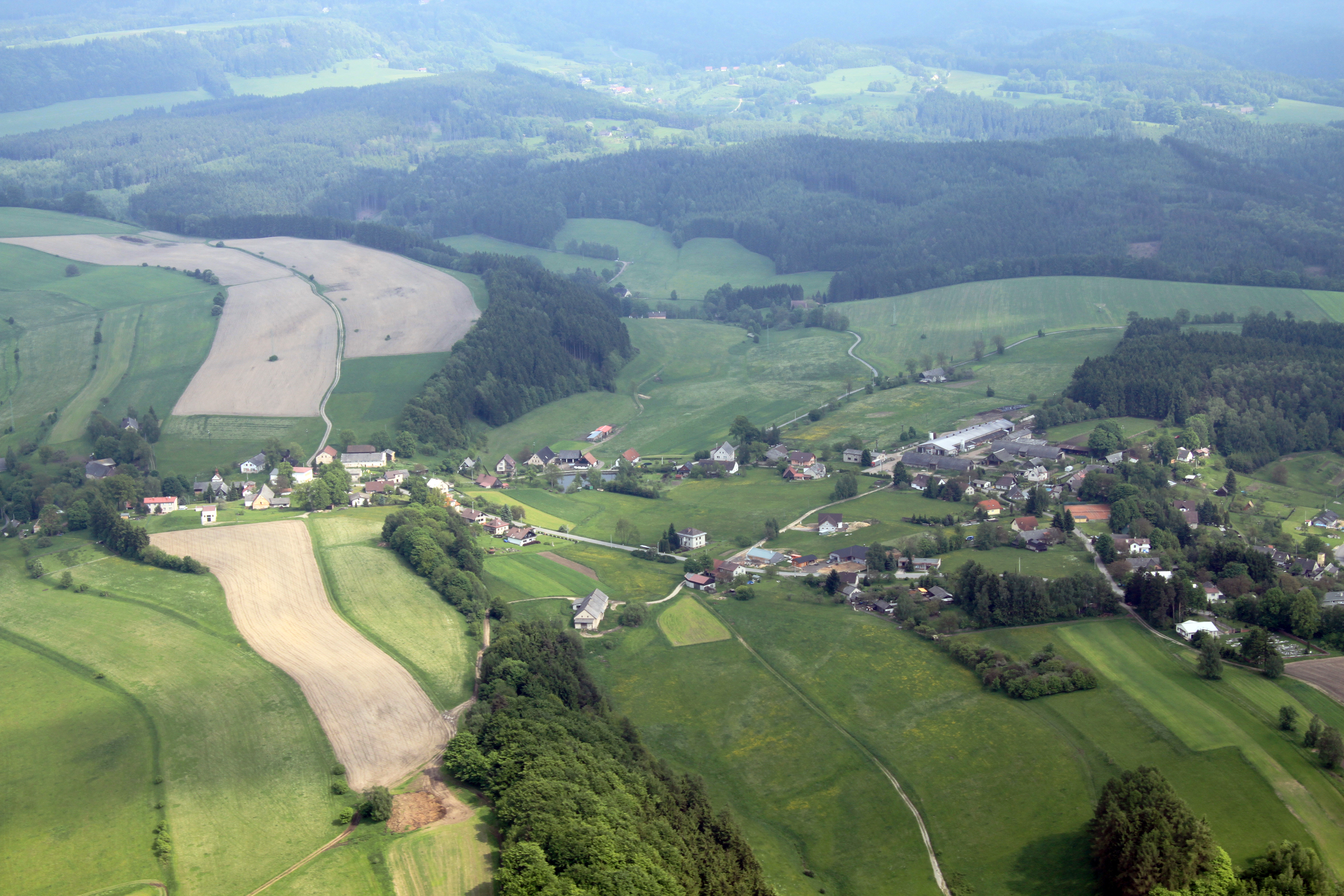
Luftaufnahme

1254 wurde der Bach Srbská bzw. Srbský potok (Sichler Bach), für den sich später die Bezeichnung „Židovka“ durchsetzte, als Grenze zwischen den Gütern des Ritters Hron von Náchod und der Herrschaft Politz festgelegt. Erste urkundliche Erwähnung fand das an diesem Bach gelegene und zum Benediktinerkloster Politz gehörige Dorf Malá Srbská bzw. Menší Srbská im Jahre 1406. Dieses verschmolz im Laufe der Jahre mit dem oberhalb gelegenen Vysoká Srbská, das zur Herrschaft Nachod gehörte. Vysoká Srbská wurde erstmals 1394 erwähnt, als der Besitzer der Herrschaft Nachod, Jetřich von Janowitz (z Janovic), das Lehen Vysoká Srbská und den zugehörigen Freibauernhof dem Petr Němec, genannt Žák, verlieh. Am 28. Juli 1494 bestätigte Heinrich von Münsterberg dieses Lehen dem Matěj Šubíř z Chobyně, dessen Nachkommen bis 1636 in Vysoká Srbská nachweislich sind. Danach gelangte der Freibauernhof mit dem damals bereits bestehenden Fischereirecht am Sichler Bach bis zur Einmündung in die Mettau an Jakub Žid, dessen Flure bis an den Fluss reichten. Nachdem der Braunauer Abt Augustin dem Jakub Žid das Fischen im Sichler Bach nicht erlaubte, kam es zu einem jahrelangen Streit, der auch dann nicht beendet wurde, als Jakub Žid die Fischereirechte der Nachoder Herrschaft übertrug.
Nach dem Dreißigjährigen Krieg begann die Rekatholisierung. Nach Errichtung des Bistums Königgrätz 1664 wurde Vysoká Srbská wiederum der neu errichteten Pfarrei Hronov zugewiesen.
1665 übergab Jakub Žid den Freibauernhof seinem Sohn Lukáš. Auch er musste zunächst eine Verzichtserklärung auf das Fischereirecht abgeben, trotzdem erhielt er erst 1705 den Kaufpreis von der Herrschaft Nachod. Vermutlich um diese Zeit verdrängte die Flussbezeichnung Židovka die bisherigen Flussnamen. Der Freibauernhof blieb mit Unterbrechungen in der Familie Žid. Letzter Freibauer war Josef Žid, der das Gut 1848 einem Jan Hanuš verkaufte.
1794 bestand das Dorf aus 45 Häusern und hatte 344 Einwohner. Zugehörig waren noch Sedmákovice mit 45 Einwohnern in 10 Häusern sowie das aus 15 Häusern bestehende Zlíčko, in dem 130 Menschen lebten. Die Schule befand sich in Žďárky. Jedoch errichtete Peter von Biron bald nach Erwerb der Herrschaft Nachod mehrere Dorfschulen, so auch in Vysoká Srbská.
Nach der Ablösung der Patrimonialherrschaften wurde Vysoká Srbská 1849 zu einer selbstständigen Gemeinde. Ab 1850 gehörte der Ort zum Bezirk Braunau und kam 1855 zum Bezirk Politz. Zwischen 1868 und 1938 war Vysoká Srbská erneut dem Bezirk Braunau (Broumov) zugeordnet. 1869 wurde im Zuge des Grenzvertrages zwischen Preußen und Österreich auch die strittige Grenze bei Hochsichel festgelegt. Nachdem zwischen 1873 und 1875 die Bahnstrecke Choceň–Meziměstí eingerichtet worden war, setzte im Tal der Mettau eine Industrialisierung ein. Seit dieser Zeit verdiente ein Teil der Bewohner seinen Lebensunterhalt in den Textilbetrieben von Hronov. 1882 gründete sich eine Freiwillige Feuerwehr; diese löste sich 1902 wieder auf, nachdem sie nur noch fünf Mitglieder hatte. 1902 wurde ein Friedhof angelegt. 1904 wurden bei einem Großbrand sieben Häuser des Dorfes zerstört, darunter das des Bürgermeisters Martinec, der jedoch unter Einsatz von großem Opfermut die bei ihm aufbewahrten Ortsbücher und das Gemeindearchiv retten konnte. Nach diesem Feuer bildete sich erneut eine Freiwillige Feuerwehr. 1926 wurde das Dorf an das Elektrizitätsnetz angeschlossen.
Nach dem Münchner Abkommen verblieb Vysoká Srbská, das keine deutschen Einwohner hatte, bei der Tschechoslowakei und wurde dem Okres Náchod zugeordnet. Nach dem Ende des Zweiten Weltkrieges kam Vysoká Srbská wieder zum Okres Broumov zurück. 75 Einwohner des Dorfes zogen in die nach der Vertreibung der Deutschen entvölkerten Grenzgebiete. 1945–1946 siedelten sich in Vysoká Srbská deutsche Flüchtlinge an, die aus dem Böhmischen Winkel über die nahe Grenze geflohen waren. Sie schildern ihre damaligen Erlebnisse in einer 2017 erschienenen Veröffentlichung. 1947 wurden die sterblichen Überreste der am 30. Juni 1945 bei der wilden Vertreibung auf der Buková hora bei Teplice nad Metují erschossenen 23 Frauen, Kinder und Greise auf dem dortigen Friedhof exhumiert und heimlich auf den Friedhof in Vysoká Srbská umgebettet. Am 1. Februar 1949 wurde der Ort auf Wunsch der Bewohner wieder dem Okres Náchod zugeordnet. Seit dem 1. Jänner 1960 ist Zlíčko ein Ortsteil von Vysoké Srbské.

## Gemeindegliederung
Die Gemeinde Vysoká Srbská besteht aus den Ortsteilen Vysoká Srbská (Hochsichel), Závrchy (Bühlfeld) und Zlíčko (Slitschko) sowie der Ortslage Sedmákovice (Sedmakowitz).

## Sehenswürdigkeiten
- Kapelle und Kreuz in Vysoká Srbská, geweiht 1875
- Kapelle in Závrchy

## Persönlichkeiten
- Ladislav Bartoň-Dobenín (1858–1939), Textilunternehmer in Česká Skalice
- Josef Bartoň-Dobenín (1862–1951), Textilunternehmer
- Cyril Bartoň-Dobenín (1863–1953), Textilunternehmer